# José Toribio Medina Zavala

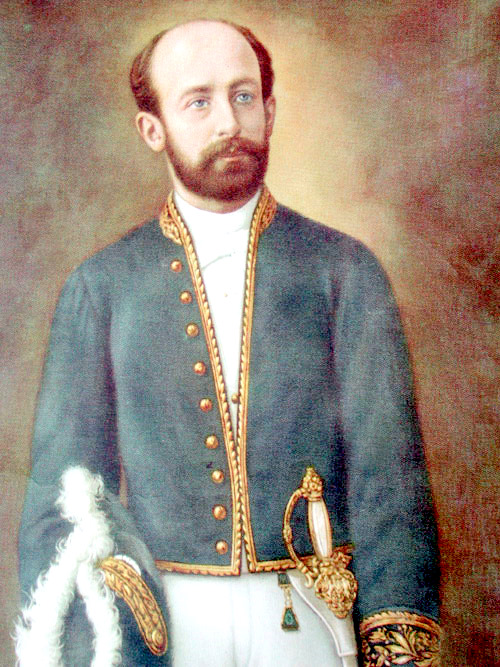
José Toribio Medina

José Toribio Medina Zavala (* 21. Oktober 1852 in Santiago de Chile; † 11. Dezember 1930 ebenda) war der bedeutendste chilenische Bibliograf und ein passionierter Geschichtsschreiber.

## Leben und Werk
José Medina, geboren am 21. Oktober 1852 in Santiago de Chile, war der Sohn von José del Pilar Medina y Valderrama (Anwalt und Richter) und Mariana Zavala Almeida. Er lebte in seiner Kindheit in Santiago, Talca und Valparaíso und studierte Recht an der Universidad de Chile in Santiago, wo ihm 1873 der Anwaltstitel verliehen wurde. 1875 gelangte er als Diplomat nach Peru. In Lima, das 1542 bis 1818 die Hauptstadt des kolonialen Vizekönigreichs Peru war, zu dem auch das heutige Chile gehörte, erweckten die zahlreichen Archive aus der Kolonialzeit sein Interesse. Er begann erstmals damit, historische Bücher und Dokumente aufzuspüren, von denen er Abschriften anfertigte. Von weiteren fünf Reisen in verschiedene Länder brachte er umfangreiches Material nach Chile mit, das er über seine eigene Druckerei publizierte. Allein in spanischen Archiven erstellte er 17.799 kopierte Seiten und Listen. 1925 überließ er sein umfangreiches und für die Erforschung der chilenischen Geschichte bedeutendes Werk der Nationalbibliothek, die ihm einen eigenen Saal widmete. Er starb am 11. Dezember 1930.

## Online-Biografien
- José Toribio Medina (1852–1930). (spanisch, Biografie auf Memoria Chilena).
- José Toribio Medina (1852–1930). Icarito, Medios Digitales de COPESA (spanisch, Biografie auf Icarito).